# روجر بوسكوفيتش
روجر جوزيف بوسكوفيتش (بالكرواتية: Ruđer Josip Bošković، وبالإيطالية: Ruggiero Giuseppe Boscovich) ـ (18 مايو 1711 ـ 13 فبراير 1787) هو فيزيائي وفلكي ورياضياتي وفيلسوف ودبلوماسي وشاعر ولاهوتي وقس يسوعي وموسوعي راغوزي. أطلق عليه فيرنر هايزنبرغ لقب «لايبنتس الكرواتي».
كان بوسكوفيتش ينتمي إلى مدينة دوبروفنيك (التي تقع اليوم في كرواتيا)، غير أنه تلقى تعليمه في إيطاليا وفرنسا، حيث نشر العديد من أعماله.
وضع بوسكوفيتش أساسًا للنظرية الذرية، وكان له العديد من الإسهامات في علم الفلك، وقد اكتشف في سنة 1753 أن القمر يخلو من غلاف جوي.

## إرثه
لقاء مساهمات روجر بوسكوفيتش في علم الفلك، أُطلِق اسمه على فوهة قمرية.
ويحمل أكبر معهد كرواتي للتكنولوجيا والعلوم الطبيعية، وهو موجود في زغرب، اسم «معهد روجر بوسكوفيتش». وفي عام 1782، كان بوسكوفيتش واحدًا من مؤسسي الجمعية الأكاديمية الوطنية للعلوم (بالإيطالية: Accademia nazionale delle scienze detta dei XL، بالإنجليزية: National Association of the Sciences)، التي حملت اسم «الجمعية الإيطالية» (بالإيطالية: Società Italiana): وضم هذا الصرح الثقافي أربعين عضوًا مثّلوا أهم العلماء الإيطاليين في تلك الفترة. وتحمل أقدم جمعية علم فلك في دول البلقان، ويقع مقرها في بلغراد عاصمة صربيا، اسم جمعية روجر بوسكوفيتش لعلم الفلك.
وفي عام 1873، كتب نيتشه نشرة بعنوان «النظرية الذرية الزمنية» (بالإنجليزية: Time Atom Theory)، وكانت عملًا مبنيًا على الكتاب الذي وضعه بوسكوفيتش بعنوان «قانون القوى الفريد في طبيعة الأشياء الموجودة عند ردها إلى نظرية الفلسفة الطبيعية» (باللاتينية: Theoria Philosophiae Naturalis redacta ad unicam legem virium in natura existentium). وبشكل عام، كان لأفكار بوسكوفيتش تأثير كبير على أفكار نيتشه حول القوى وإرادة القوة. وأطلق عليه فيرنر هايزنبيرغ لقب لايبنتس الكرواتي. واحتفاءً بالذكرة السنوية المئتين لوفاة بوسكوفيتش (1987)، أصدر بريد الدولة اليوغسلافي الموجود في بلغراد طابعًا وبطاقةً بريديين كُتب عليهما نص يصف بوسكوفيتش بأنه «أعظم علماء كرواتيا في التاريخ».

## آراؤه الدينية
كان بوسكوفيتش كاهنًا رومانيًا كاثوليكيًا، وعُرفت عنه صراحته ومباشرته في التعبير عن آرائه الدينية. يقول في كتابه الأشهر، نظرية حول الفلسفة الطبيعية (بالإنجليزية: A Theory of Natural Philosophy، 1758): «في ما يتعلق بطبيعة الإله الخالق، فإن نظريتي تنويرية على نحو استثنائي، وتخرج بنتيجة تقول إنه من الضرورة إدراك هذا الإله. [...] وبناءً على ذلك، تُدحض نهائيًا الأحلام العقيمة لأولئك الذين يؤمنون أن الكون خُلق عن طريق الصدفة، أو أنه رُبما نشأ بوصفه ضرورة قدرية، أو أنه موجود منذ الأزل ينظم نفسه وفق قوانين ضرورته الخاصة.
وقد نظم بوسكوفيتش أيضًا أشعارًا تنطوي على العديد من التلميحات الدينية والفلكية. فقد كتب في تكريسه المريمي، على سبيل المثال، أبياتًا سداسية التفاعيل حول مريم العذراء.
وفي بازليك القديس بطرس في روما، نفسها التي أنقذ قبتها من الدمار، عمل كاهنَ اعتراف تولى الإشراف على سر التوبة أو المصالحة.

## روابط خارجية
- روجر بوسكوفيتش على موقع الموسوعة البريطانية (الإنجليزية)
- روجر بوسكوفيتش على موقع إن إن دي بي (الإنجليزية)